# Maximus V van Constantinopel
Maximus V (Grieks: Μάξιμος Ε') (Sinop, 26 oktober 1897 - Zwitserland, 1 januari 1972) was van 20 februari 1946 tot 18 oktober 1948 patriarch van Constantinopel.
Maximus V was vooral bekend vanwege zijn vermeende linkse politieke opvattingen en zijn omstreden banden met de door de Sovjets gecontroleerde patriarch van Moskou. In 1948 abdiceerde hij uit gezondheidsredenen, al zijn er ook hardnekkige geruchten dat er druk op hem is uitgeoefend door de westerse grootmachten die zijn banden met de Russische Kerk afkeurden.